# Pseudosuccinea columella
Pseudosuccinea columella, o caracol americano de los trematodos, es una especie de caracol de agua dulce capaz de respirar aire. Taxonómicamente, se trata de un molusco gastrópodo pulmonado de la familia Lymnaeidae.
Este caracol es un hospedador intermedio de la Fasciola hepatica, un trematodo del hígado que parasita al ganado, especialmente ovejas.

## Distribución

### Como especie nativa
Pseudosuccinea columella es nativa de América del Norte y Europa. La distribución de esta especie se extiende desde Nuevo Brunswick hasta el sur Manitoba, a todo lo targo del este de Estados Unidos, y llega hasta América Central y parte de América del sur.
No se conoce con exactitud la localidad tipo para esta especie, que estaría en algún lugar en el área de Filadelfia, EE. UU.

### Como especie introducida
Este caracol ha sido introducido en:
- Australia[7]
- Europa[8]

- Oeste de EE.UU.[9]
- Puerto Rico[10]
- América del Sur:[11]
  - Venezuela[10]
  - Brasil: Rio Grande do Sul[10][12]
  - Argentina[10]
  - Uruguay[11]
  - Ecuador[11]
  - Paraguay[11]
  - Colombia[11]
  - Perú[11]

- Australia[7][9]
- Sudáfrica[9][13] – desde 1942[10]
- Otros países en África[10]
- Islas del Pacífico[10]

- Suiza (Basilea)[9]
- Austria (Villach)[9]
- Hungría[9]
- Grecia (Nómos Florina)[9]
- Menorca[9] (isla española)
- Francia – en estado silvestre[10]
- Portugal, Isla de Madeira – en estado silvestre[14]
- República Checa como "hothouse alienígena"
- Letonia como "hothouse alienígena"[15]

## Descripción
La concha de esta especie se parece mucho a las del género Succinea, que pertenece a una familia diferente. Este hecho inspiró el nombre de este género.
La concha de Pseudosuccinea columella es de color marrón, delgada, traslúcida, frágil y muy finamente estriada. El ápice es puntiagudo. Tiene entre 3,5 y 4 vueltas débilmente convexas, con una sutura superficial. La última vuelta es predominante con respecto a las otras. La abertura es ovalada. El margen palatal superior desciende abruptamente. El margen columelar está reflejado sólo en su sección superior; el margen columelar inferior es afilado y recto.
El ancho de la concha es de 8 a 13 mm mientras que la altura está entre 15 y 20 mm.
|  |  |

El animal es oscuro con sectores blanquecinos. Los ojos son pequeños y negros y están localizados en la parte basal interior de los tentáculos.
El número haploide de cromosomas es 18 (n=18).

## Hábitat
En América del Norte, Pseudosuccinea columella vive en aguas estancadas, en costas de lagos, charcos, y arroyos barrosos y de corriente lenta, entre nenúfares y juncos, en palos y barro.
En Europa se la observa predominantemente en invernaderos, pero a veces en también hábitats exteriores (Austria, Hungría). Necesita aguas no muy frías, y no sobrevive temperaturas del invierno de Europa Central. También se la encuentra encima de hojas flotantes de plantas acuáticas; en el norte de Grecia se la encontró cerca una carretera en primavera.

## Parásitos
La relaciones parasíticas observadas en Pseudosuccinea columella incluyen:
- En América del Norte, Pseudosuccinea columella es el principal anfitrión intermedio de Fasciola hepatica.[5][17]
- La especie también sirve como anfitrión de Fascioloides magna.[18]
- También sirve como anfitrión para la cercaria del trematode Telorchis sp.[19]